# Thiên ma bướu
Thiên ma bướu (danh pháp hai phần: Gastrodia tuberculata) là một loài thực vật thuộc họ Orchidaceae. Đây là loài đặc hữu Trung Quốc.

## Phân bố
Loài cây này sinh sống tại miền trung tỉnh Vân Nam (các khu vực như Vũ Định, Lộc Khuyến, Côn Minh, Phú Dân). Thường mọc tại các rừng tre trúc hoặc ven rừng, tại độ cao khoảng 2.000—2.300 m trên mực nước biển.